# Keith Gumbs
Keith Jerome Gumbs Tukijo, meglio conosciuto come Kayamba (Basseterre, 11 settembre 1972), è un ex calciatore nevisiano.

## Carriera
Giocatore dalle ottime potenzialità, si fa notare al Newtown United, dove in un anno vince coppa e campionato, divenendo l'idolo dei tifosi e vincendo il titolo di miglior giocatore nevisiano dell'anno.
Nel 1989, anno del debutto, viene anche convocato in nazionale dal CT Bridgewater.
È l'unico calciatore nevisiano ad aver vinto il titolo di cannoniere per 6 anni consecutivi e di miglior attaccante per 7.
Nel 2007, dopo aver giocato in numerose altre squadre, viene ceduto allo Sriwijaya in Indonesia, dove viene accolto come un eroe.

Nel 2012 ha rescisso il suo contratto con la squadra indonesiana.

Nel luglio 2012 si trasferisce a parametro zero all'Arema, anch'essa indonesiana, dove chiude la carriera nel 2013.

Vanta oltre 400 gol in carriera, nonché 131 presenze con la sua nazionale.

Gumbs non pratica solo il calcio: è infatti un giocatore amatoriale di basket e cricket.

## Palmarès

### Club

#### Competizioni nazionali
- Hong Kong First Division League:1

Happy Valley: 2002-2003.
- Hong Kong League Cup:2

Kitchee:2005-2006, 2006-2007.
- Hong Kong Senior Challenge Shield:1

Kitchee:2005-2006
- Liga Indonesia:1

Sriwijaya:2007-2008
- Indonesia Super League:1

Sriwijaya:2011-2012
- Coppa d'Indonesia: 3

Sriwijaya : 2007-2008, 2008-2009, 2009-2010
- Indonesian Community Shield:1

Sriwijaya:2010.

### Individuale
- Capocannoniere della Hong Kong Senior Challenge Shield:2004-2005, 2005-2006
- Capocannoniere della Hong Kong League Cup:2005-2006
- Miglior giocatore della Coppa d'Indonesia: 1

2010
- Miglior giocatore dell'Indonesia Super League:2011-2012.